# Sinonychia martensi
Genre
Espèce
Sinonychia martensi, unique représentant du genre Sinonychia, est une espèce d'opilions laniatores de la famille des Cladonychiidae.

## Distribution
Cette espèce est endémique de Pékin en Chine. Elle se rencontre dans le district de Fangshan dans la grotte  Tangren.

## Description
Le mâle holotype mesure 1,92 mm et la femelle paratype 2,09 mm.

## Systématique et taxinomie
Cette espèce a été décrite par Zhang et Derkarabetian en 2021.
Ce genre a été décrit par Zhang et Derkarabetian en 2021 dans les Cladonychiidae.

## Étymologie
Cette espèce est nommée en l'honneur de Jochen Martens.

## Publication originale
- Zhang & Derkarabetian, 2021 : « First record of Travunioidea (Arachnida: Opiliones: Laniatores) from China, with the description of a new monotypic genus from a cave. » Zootaxa, no 4984(1), p. 87–97.